# New Chelsea-New Melbourne-Brownsdale-Sibley's Cove-Lead Cove
New Chelsea-New Melbourne-Brownsdale-Sibley's Cove-Lead Cove is een designated place en local service district op het eiland Newfoundland in de Canadese provincie Newfoundland en Labrador.

## Geschiedenis
In 1985 kregen de aan elkaar grenzende dorpen New Chelsea, New Melbourne, Brownsdale, Sibley's Cove en Lead Cove voor het eerst een vorm van beperkt lokaal bestuur door de oprichting van een local service district (LSD).

## Geografie
De vijf dorpen waaruit het local service district bestaat liggen allen aan de noordkust van het schiereiland Bay de Verde. Dat is op zijn beurt een subschiereiland van Avalon, het grote zuidoostelijke schiereiland van Newfoundland. De plaatsen worden allen aangedaan door provinciale route 80 en liggen van west naar oost in dezelfde volgorde als de LSD-naam.
Het gebied ligt ten oosten van Hant's Harbour, ten zuidwesten van Old Perlican en ten westen van Caplin Cove.

## Demografie
New Chelsea-New Melbourne-Brownsdale-Sibley's Cove-Lead Cove kende de voorbije decennia, net zoals de meeste afgelegen plaatsen op Newfoundland, een dalende demografische trend. Tussen 1991 en 2021 daalde de bevolkingsomvang van 687 naar 491. Dat komt neer op een daling van 196 inwoners (-28,5%) in 30 jaar tijd.
In 2021 telde de designated place 317 woningen waarvan er 226 (permanent) bewoond waren. Het gemiddelde huishouden telde 2,2 personen.
| Demografische ontwikkeling tussen 1991 en 2021                  |
| --------------------------------------------------------------- |
|                                                                 |
| Bron: Statistics Canada (1991–1996, 2001–2006, 2011–2016, 2021) |

### Taal
In 2016 had 99% van de inwoners van New Chelsea-New Melbourne-Brownsdale-Sibley's Cove-Lead Cove het Engels als moedertaal. Hoewel slechts vijf mensen aangaven het Frans als moedertaal te hebben, waren er vijftien mensen (3%) die tweede landstaal machtig. Ook woonden er in 2016 tien sprekers van het Tagalog.